# Poul Birkelund
Pour les articles homonymes, voir Birkelund.
Poul Birkelund, né à Roskilde le 28 mai 1917 et mort à Høby le 22 octobre 2006, est un flûtiste danois.

## Biographie
Poul Birkelund étudie avec notamment Holger Gilbert-Jespersen à Copenhague. Dans les années 1943 à 1966, il est membre de l'Orchestre symphonique national en tant que deuxième flûtiste et organise des concerts, dont à l'auditorium du Glyptotek. Il est professeur à l'Académie royale danoise de musique depuis 1966 et en est recteur de 1971 à 1975.
Il enregistre de nombreux morceaux avec son ensemble, le Poul Birkelund Quartet.

## Distinctions
- Chevalier de première classe de l'ordre du Dannebrog.